# Lago di Rochemolles
Il lago di Rochemolles è un lago artificiale dell'alta Valle di Susa situato nel comune di Bardonecchia.

## Caratteristiche
Il lago è collocato un paio di km a nord-est del piccolo centro abitato di Rochemolles e si sviluppa a monte della diga, dapprima in senso sud-nord per poi piegare lievemente verso est nella sua porzione terminale.
L'invaso è costeggiato in sinistra idrografica dallo sterrato che collega Rochemolles con il rifugio Scarfiotti e il colle del Sommeiller; appena a monte del lago la strada passa sul lato opposto della valle con un ponte situato a quota 2001 m s.l.m.

## La diga

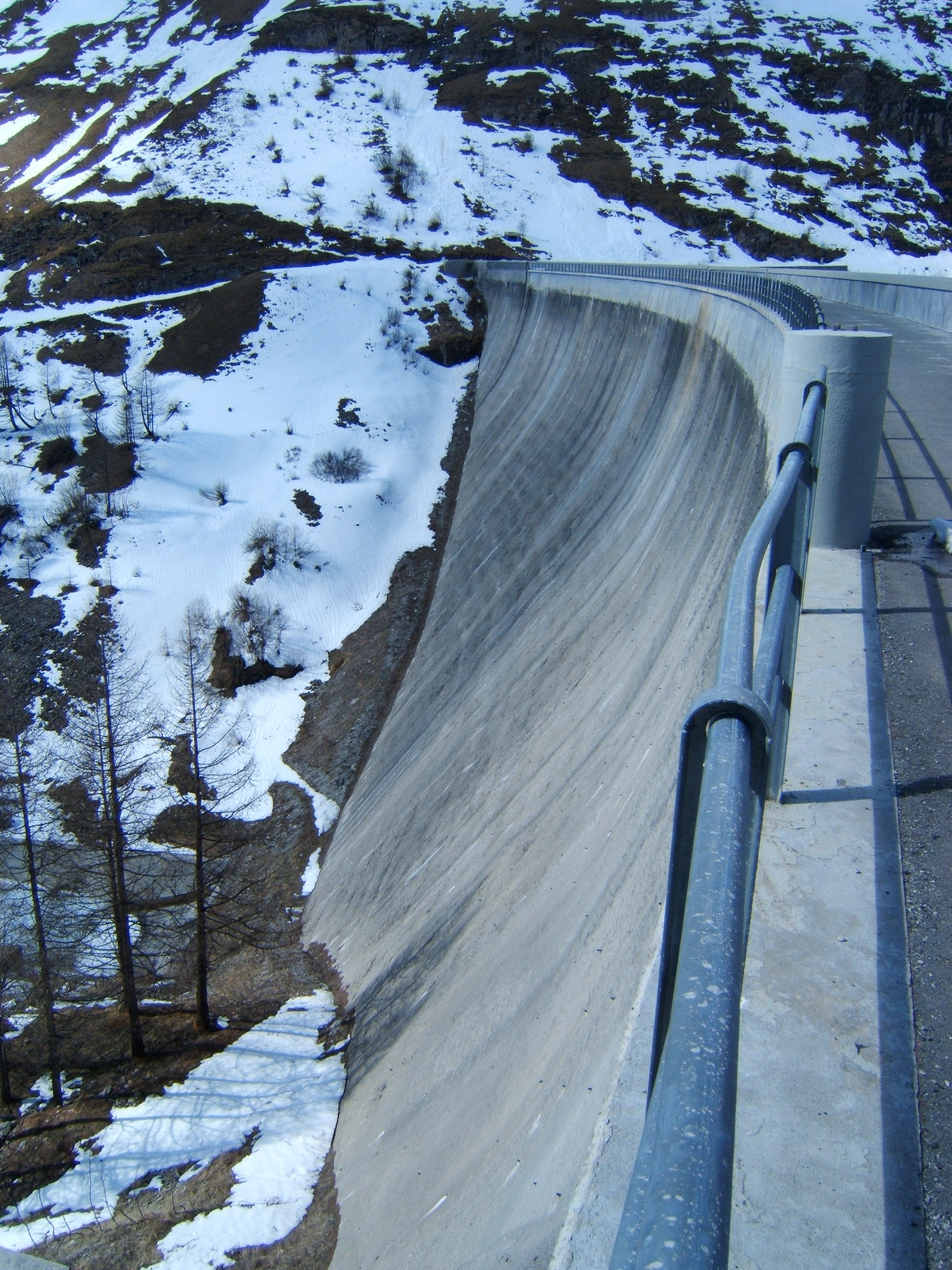
La diga vista da est

Costruita negli anni trenta, la diga è del tipo a gravità; l'invaso, della capacità di 3,45 milioni di m³, è destinato a fornire l'acqua ad una centrale idroelettrica a Bardonecchia, in origine di proprietà dell'Azienda Autonoma Ferrovie dello Stato.
Si tratta di uno tra i primi impianti idroelettrici costruiti dalle FS per fornire energia alle proprie linee in trifase in funzione dell'elettrificazione della rete ferroviaria, per la realizzazione del quale fu costruita l'omonima ferrovia di Rochemolles.
Una condotta in lievissima pendenza trasporta l'acqua a due grossi serbatoi ("i bacini", località Fregiusia) collocati a 1.922 metri s.l.m. sulle falde del monte Jafferau, ad una distanza di oltre 5 chilometri dall'invaso. Dai bacini l'acqua scende in condotta forzata alla centrale idroelettrica situata nel Borgonuovo di Bardonecchia con un dislivello di circa 600 metri.
Con la nazionalizzazione della produzione di energia elettrica, avvenuta nella seconda metà degli anni sessanta, la centrale è stata acquisita dall'Enel, a cui tuttora appartiene.

## Pesca
Nel lago di Rochemolles e nel torrente omonimo è possibile pescare con licenza B a partire da 500 metri a monte della diga e fino al ponte sul torrente della strada per il rifugio Scarfiotti.